# Madonna como un icono gay

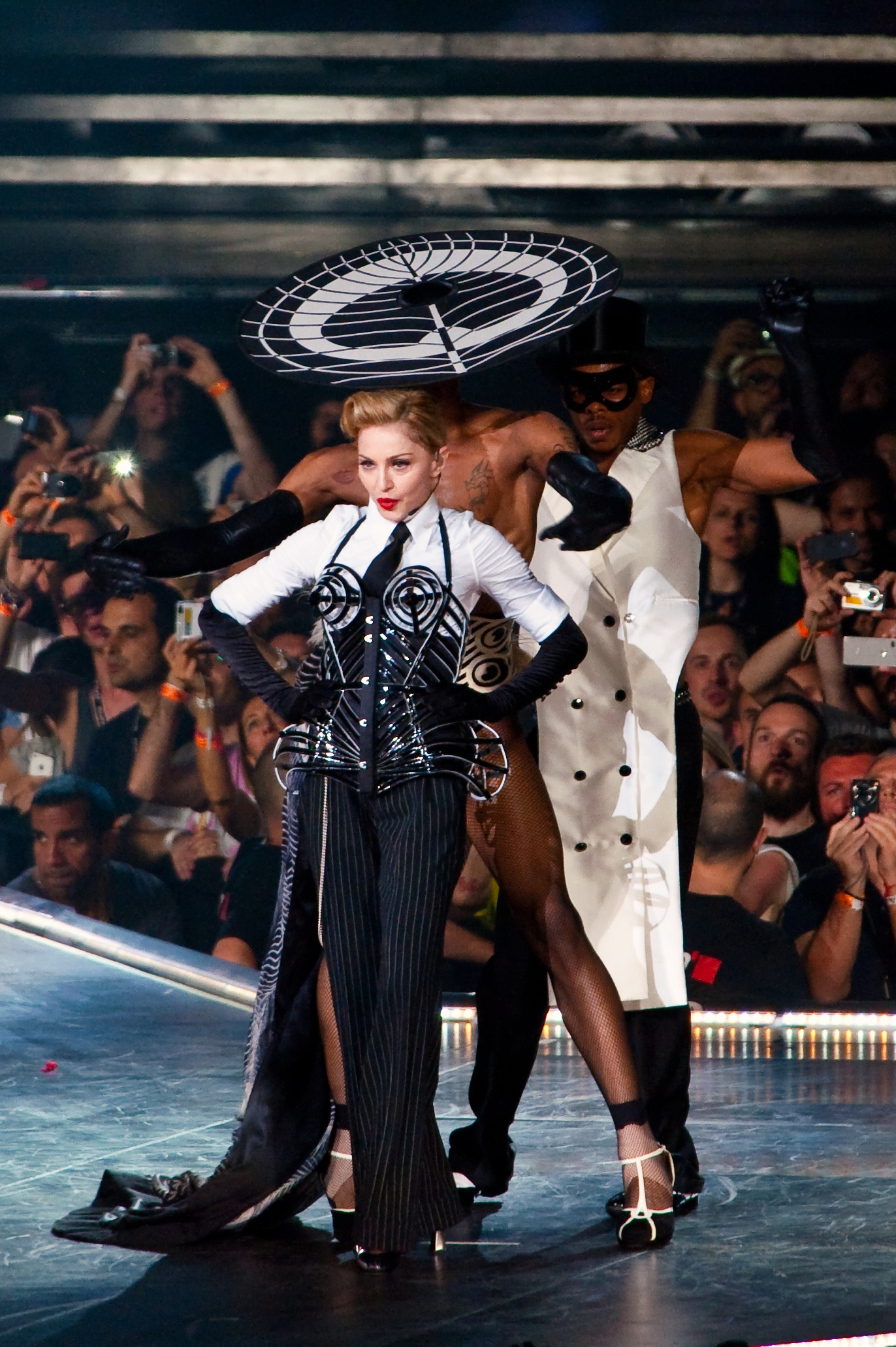
Madonna y uno de sus bailarines vestido como mujer durante el MDNA Tour de 2012. Para los expertos, ella es una figura clave dentro del colectivo que ayudó a normalizar la homosexualidad y el sexo gay entre varias cosas.

Madonna, artista y empresaria estadounidense, es considerada por la cultura LGBT un icono gay. Según la intérprete, su acercamiento con la comunidad se inició en su adolescencia, inducida por su profesor de baile, Christopher Flynn, un hombre abiertamente homosexual. Más tarde, la influencia de Flynn sobre la cantante se vería reflejada en su vida personal y profesional. Filósofos y sociólogos como Andrew Ross y Lisa Henderson atribuyen su relevancia cultural, en gran parte, a su relación y apoyo constante con la comunidad, mientras la propia cantante reconoció que «no tendría carrera alguna sin el colectivo».
Durante su trayectoria, Madonna ha realizado varias obras de apoyo a la comunidad LGBT y ofrecido entrevistas y discursos a su favor a través de sus actuaciones en directo, videoclips y redes sociales. Algunas canciones que aluden a su público homosexual son «Express Yourself» (1989) y «Vogue» ambas consideradas himnos gay; esta última melodía mostró y desencadenó una efervescencia performativa nunca antes vista en la comunidad. También está su disco Erotica donde habla abiertamente del sida y la homosexualidad. Estética y temas que siguió explorando en otros rubros como su libro Sex y el documental Madonna: Truth or Dare.
La figura de Madonna como icono de la cultura gay ha dado origen a variados comentarios y análisis por parte de académicos, periodistas y estudiosos de la cantante, quienes sugieren que ella sirvió para abrir el debate y romper con los tabúes de la homosexualidad y el sida, temas muy estigmatizados cuando la intérprete emergió en los años de 1980. Otros autores concuerdan que la artista es una figura clave que ayudó a normalizar al colectivo dentro de la corriente principal y de que muchas personas asumieran su homosexualidad públicamente, como el caso de Ellen DeGeneres. Los historiadores también opinan que Madonna fue el primer icono gay en interactuar sexualmente con la audiencia y la primera artista de alcance global en dar a las imágenes y temas explícitos sobre esta cultura, un tratamiento y una exposición a nivel masivo. Otros vieron que su presencia dio visibilidad al lesbianismo.
También ha sido criticada y generado varios debates y controversias por su apoyo a la comunidad, acusada principalmente de apropiarse de las subculturas gay y sus minorías con el único objeto de lucrarse. Aunque bien las opiniones y explicaciones varían de un comentarista a otro. En Rusia, varios grupos conservadores y políticos la criticaron por apoyar al colectivo y mostrarse públicamente en contra de la ley rusa contra la propaganda homosexual. Entre opiniones más variadas está la del teólogo Nicholas C. Charles, quien dijo que «Satanás la utiliza como un ídolo para influenciar en las personas a practicar la homosexualidad».
Ha recibido varios reconocimientos por su activismo a favor del colectivo. En 2019, fue honrada por los GLAAD Media Awards con el galardón, Defensor del Cambio, siendo la segunda persona y primera mujer en recibirlo. Variedad de autores coinciden en que Madonna es la mayor aliada de la comunidad y el icono gay más grande de todos los tiempos, incluida Sarah Kate Ellis, CEO y presidenta de GLAAD. La revista New Statesman sugirió que los estudios sobre Madonna apoyan —y analizan— esto. A grandes rasgos, es considerada «Reina de la cultura gay». También se estima que su carrera cuenta con la audiencia gay más grande del mundo.

## Historia

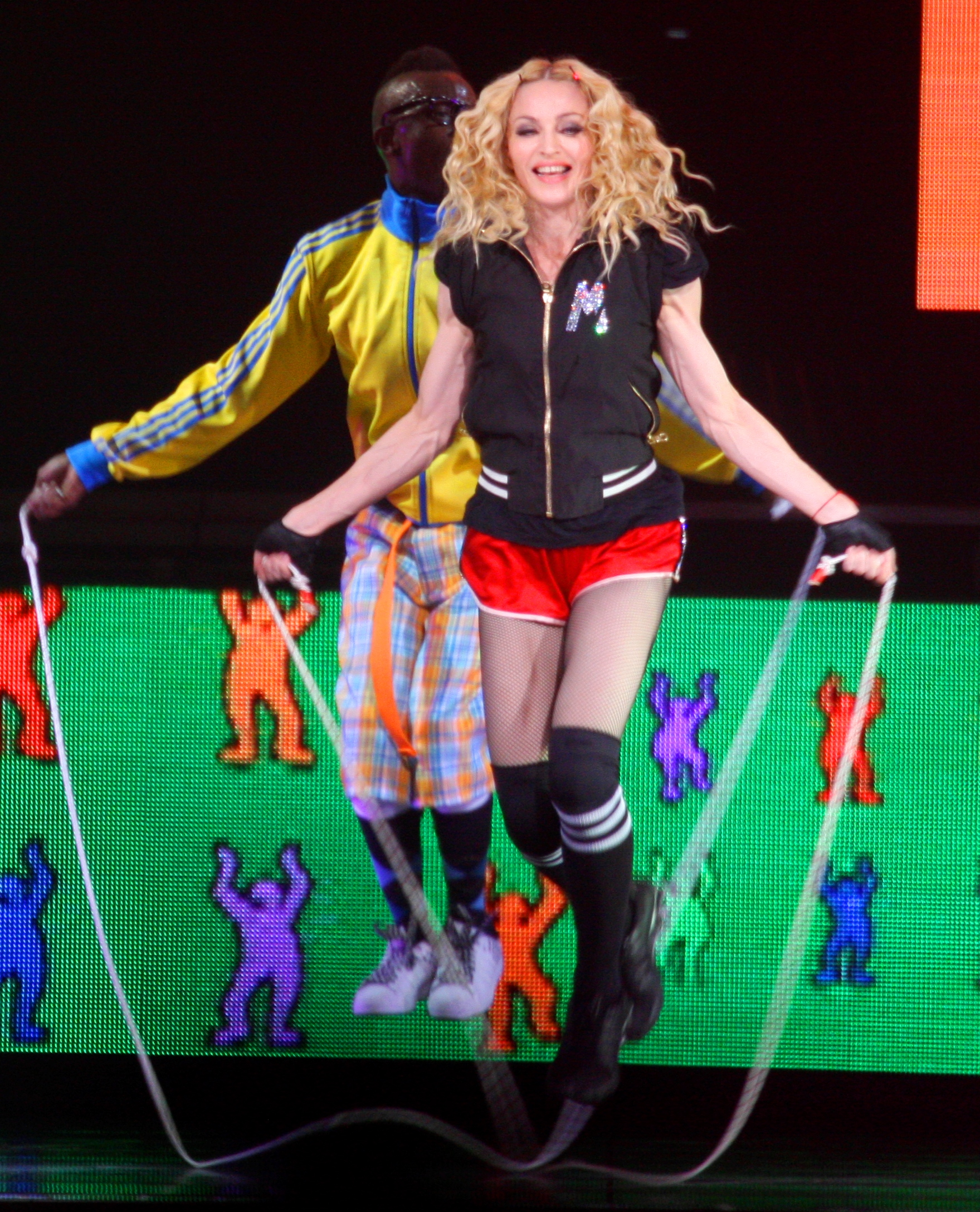
Madonna en concierto durante el Sticky & Sweet Tour (2008-2009). En el fondo, se aprecia referencias a la obra de su amigo abiertamente homosexual, Keith Haring.

El biógrafo Leo Tassoni en el libro Madonna (1993), explica que una amiga recomendó en ese entonces, a una adolescente Madonna una academia de ballet a la que asistía. Le presentó al profesor de baile Christopher Flynn, que tenía algo más de cuarenta años, y quien, aparte de darle clases de danza, iba a ser uno de los hombres más influyentes en su vida, siendo un consejero y mejor amigo. Abiertamente homosexual, el profesor Flynn era muy exigente con sus alumnos y Madonna le pareció una joven llena de vida, atractiva y con mucho talento. Esto daría mucha seguridad a la cantante, a quien hasta ese momento nadie le había dicho esas cosas. Rápidamente, la experiencia y carisma de Flynn en el mundo artístico traerían sus frutos en ella, con quien después de entablar una buena amistad, frecuentaban juntos los bares y discotecas gais de Detroit, Míchigan, ciudad origen de la artista. Tanto en el colegio como en su casa, la intérprete se sentía incomprendida al ver que sus amigas la encontraban muy «lanzada» y en el hogar siempre discutía con su padre. En cambio, en las localidades de la comunidad se sentía a gusto, y tenía la impresión de que allí la aceptaban tal y como era.
En 1976, Madonna recibió una beca de cuatro años para estudiar danza en la Universidad de Míchigan, en Ann Arbor. Durante esta etapa la cantante no dejó de asistir a las clases de Flynn. El escritor Francesco Falconi en Loco por Madonna. La reina del pop (2012) mencionó que ella estaba tan entusiasmada con el método de enseñanza de Flynn que persuadió a su hermano menor (Christopher Ciccone) a que tomara las lecciones. Su hermano más adelante saldría del clóset, gracias a la influencia de la cantante. Tiempo después, asistió a la Universidad de Durham en Carolina del Norte, para un curso de baile de seis semanas. Para ese entonces, decidió dejar la universidad y se mudó a la ciudad de Nueva York para perseguir una carrera profesional como bailarina. Si bien su padre no apoyaba esta decisión, Flynn la animó y le dio su apoyo. Ambos siguieron siendo amigos, hasta la muerte de él en 1990, a causa del sida.
El biógrafo J. Randy Taraborrelli en el libro Madonna: An Intimate Biography (2002), escribió que la influencia de Christopher Flynn en la vida y la carrera de la cantante no puede ser sobrestimada y Falconi por su parte, apuntó que Flynn es la causa de su metamorfosis. La propia artista expresó: «Toda mi vida cambió [...] Me sacó de lo que consideraba una existencia monótona». En su inducción al Salón de la Fama del Rock en 2008 le dedicó unas palabras. En 2010, le volvió agradecer y en su entrevista con la revista Interview dijo: «Fue el primer hombre, el primer ser humano, quien me hizo sentir bien conmigo misma y especial [...] Fue la primera persona que me dijo que era hermosa o que tenía algo que ofrecer al mundo, y él me animó a creer en mis sueños, a ir a Nueva York. Ha sido una persona muy importante en mi vida». La académica Pamela Robertson notó que las entrevistas y biografías sobre la cantante a menudo mencionan la relación de Christopher con Madonna.
Ya mudada en Nueva York, conoció a Martin Burgoyne, un artista gay con una posición similar al de ella: ambos eran adolescentes que perseguían sus sueños. Martin pronto se convirtió en mucho más que compañero de habitación de la cantante, ya que le brindó apoyo emocional durante una serie de eventos traumáticos en su vida, como cuando fue violada tras su llegada a la ciudad. Durante los años siguientes, la intérprete no solo llegó a alcanzar la fama, sino que el sida se convirtió en una pandemia. Fue en este clima de histeria colectiva, que Burgoyne le confesó a su amiga Madonna que tenía esta enfermedad. No obstante, ella lo apoyó emocional y financieramente desde ese momento hasta su muerte en el año 1986. El historiador cultural, Rodger Streitmatter dijo que el compromiso de ella pronto cambió del apoyo privado de un amigo al papel público para convertirse de los educadores más dedicados sobre el sida en el país. En su discurso de aceptación al premio Mujer del Año de 2016 de Billboard, la cantante memoró sus comienzos: 

Comencé en un momento difícil. La gente moría de sida en todas partes. No era seguro ser gay, no era genial estar asociado con la comunidad gay. En los años que siguieron, perdí a casi todos los amigos que tenía por el sida, las drogas o los disparos..

Esta inmersión dentro de la comunidad gay en Nueva York, hizo que la cantante deseara ser gay en palabras de Christopher Glazek de Out. Citó las propias palabras de la artista: «No sentí que los hombres heterosexuales me entendieran. Sólo querían tener sexo conmigo. Los hombres gay me entendieron, y me sentí cómoda con ellos». La autora Kiana Maria en Madonna: Gay Icon (2016) escribió que la mayoría de actores, bailarines y artistas que han trabajado con la cantante, son gais y varios de los cuales son o han sido amigos muy cercanos a ella. El escritor Matt Cain mencionó a Keith Haring quien fue de sus primeros amigos al comienzo de su carrera y quien Madonna ayudó a promover parte de su obra. De hecho, Glazek comentó que durante la primera década de su carrera, la asociación pública con hombres homosexuales se hizo cada vez más profunda. En repetidas ocasiones, la propia cantante ha dicho que sus mejores amigos son gais. En 2013, su amigo David Collins, abiertamente homosexual, murió y la cantante le dedicó una carta donde le describía la influencia que tuvo en su vida.

## Apoyo

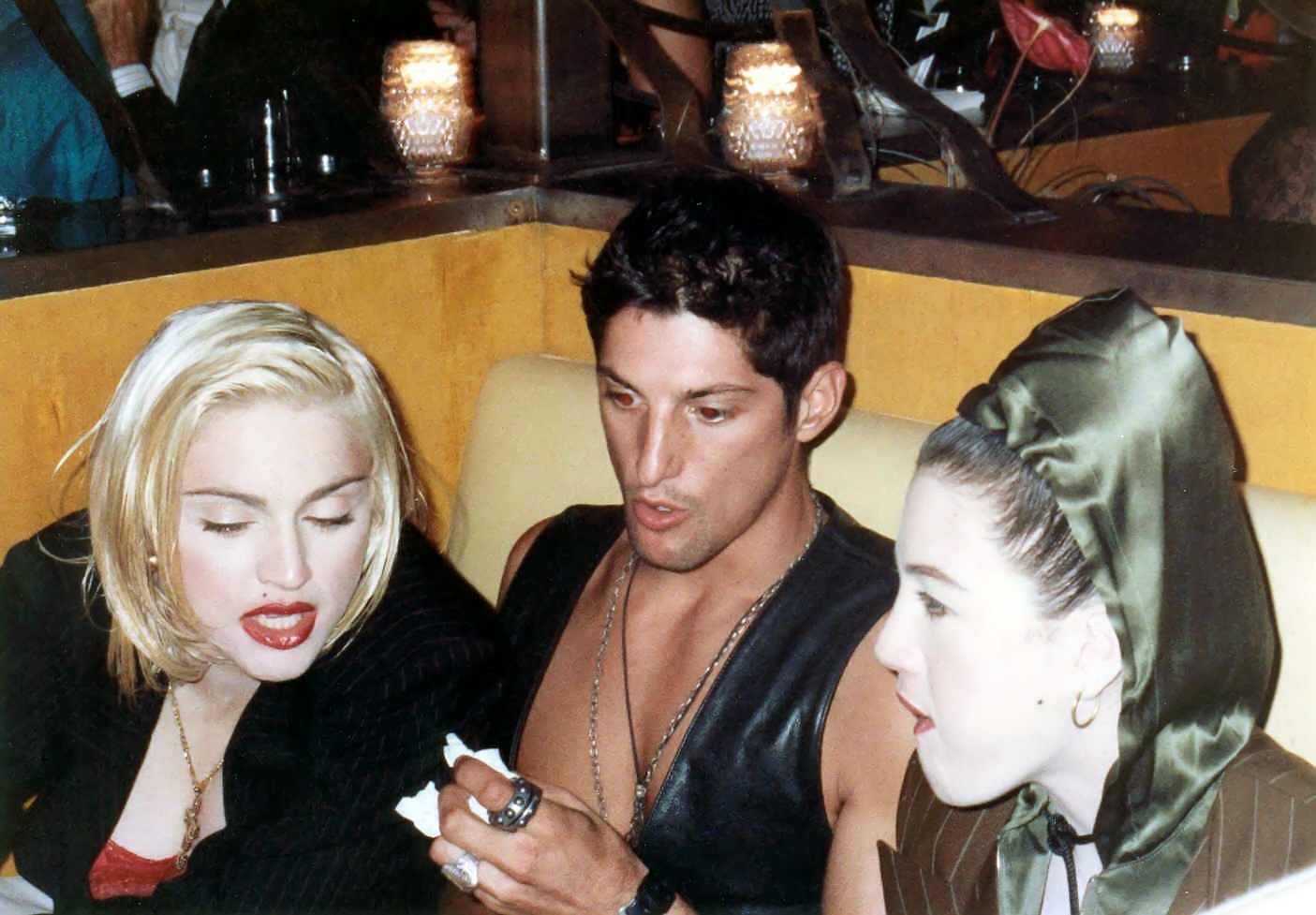
Madonna (izquierda), Tony Ward (centro) y Donna Delory en la fiesta para el AIDS Project Los Angeles, concierto benéfico para el sida en 1990.

A lo largo de su carrera, Madonna ha realizado varias obras de apoyo a la comunidad LGBT y ofrecido comunicados y discursos a su favor. La profesora Judith Peraino escribió que lo ha hecho mediante el uso de todas las posibles formas, con tabúes sexuales en vídeos, actuaciones y entrevistas. La académica Pamela Robertson analizó este punto de manera detenida y escribió que la cantante siempre pone en primer plano su identificación con las cultura gay y lesbiana —y la afroamericana— identificándose como parte de ellas. Pues según Robertson, «la intérprete trae constantemente los aspectos de estas culturas marginadas al centro de su trabajo».
Muri Assunção de Billboard también mencionó este punto y dijo que la artista ha estado promoviendo la agenda homosexual con su arte desde el lanzamiento de su primer sencillo, «Everybody» en 1983. Christopher Glazek, por su parte, notó que la cantante ha estado tan conectada con la comunidad como colaboradora artística, aliada política, empleadora, amiga y como hermana. Como consecuencia, la profesora Lisa Henderson de la Universidad de Massachusetts relaciona la popularidad de la artista entre gais y lesbianas con su estatus de figura política: «El corazón del atractivo de Madonna para las audiencias homosexuales y lesbianas... incluye su voluntad de actuar como una figura política y popular, y reconocer que dominios cargados como el sexo, la religión y la familia, son, de hecho, construcciones políticas, especialmente para las lesbianas y gais». Robertson, señaló aquí, que la presentación y recepción de la intérprete entre gais y lesbianas como figura política la vincula con la segunda tendencia camp posterior a los años sesenta.
También ha apoyado causas filantrópicas durante el curso de carrera, especialmente con el sida, enfermedad y estigma estrechamente relacionada con el colectivo. Por ejemplo, en los años de 1990, 1991, 1996 y 1998, la artista se presentó en el AIDS Project Los Angeles (APLA). En 1987, el concierto que ofreció en el Madison Square Garden como parte del Who's That Girl World Tour se convirtió en benéfico y el dinero recaudado se destinó a la Fundación para la Investigación sobre el Sida ("amfAR", por sus siglas en inglés). En 1989, junto a Christopher Flynn realizaron una maratón de baile en la ciudad de Nueva York en beneficio de la lucha contra el sida, donde recaudó unos 400 000 dólares. En 1990, el último concierto de la etapa estadounidense del Blond Ambition Tour fue dedicado a su amigo Keith Haring y el dinero recaudado fue donado a amfAR. La premier del documental Madonna: Truth or Dare en los Estados Unidos, fue también en beneficio de AIDS Project Los Angeles. Al año siguiente escribió una carta que apareció en la edición de diciembre de la revista Billboard, donde hablaba sobre los efectos del sida y enumeraba a las organizaciones a las que las personas podían donar dinero de buena voluntad. Declaró que era «una guerra».

### Obra artística
Muchos de los videoclips y canciones interpretadas por ella a menudo sugieren una identificación con la cultura gay. Los historiadores australianos Robert Aldrich y Garry Wotherspoon notaron que sus vídeos son idiosincrásicos en la medida en que apelan a las culturas lésbica y gay simultáneamente. Entre estos ejemplos están «Express Yourself» (1989), «Justify My Love» y «Vogue» ambas de 1990. Otras canciones y videoclips en muestra de apoyo o referentes han sido: «Material Girl» (1985), «True Blue» (1986), «Open Your Heart» (1987), «Deeper and Deeper» (1992), «Fever» (1993), «Forbidden Love» (1994), «Human Nature» (1995), «Nothing Really Matters» (1999), así como «Hung Up» y «Sorry» (ambas de 2005), «Give Me All Your Luvin'» y «Girl Gone Wild» (ambas de 2012), «Bitch I'm Madonna» (2015) y «God Control» (2019). El videoclip de «Dark Ballet» del álbum Madame X está protagonizado por Mykki Blanco, artista VIH-positivo.
En 1989, incluyó en las copias del álbum Like a Prayer folletos con información con datos sobre la crisis del sida, de qué formas se contraía y como se podía prevenir esta enfermedad. En 1992, publicó su disco Erotica, donde habla sobre temas como la homosexualidad y el sida, en especial las canciones «Why's It so Hard» e «In This Life» que nacen con el objetivo de combatir los prejuicios contra los homosexuales. El segundo tema fue dedicado a sus amigos de la comunidad que murieron a causa de esta enfermedad. En el álbum, la artista también declara que no haría el amor con un hombre que no haya sido penetrado por otro hombre. Durante la promoción de Erotica, la cantante explicó que su lucha iba en contra del racismo, el prejuicio, el sexismo, la persecución contra los homosexuales y la ignorancia. Ese mismo año, acompañó al disco con la publicación de su libro Sex, cuyo contenido incluía fotos que aludían a la homosexualidad y el lesbianismo. En él, también escribió sus fantasías y dijo: «Creo que cada hombre heterosexual debería tener la lengua de otro hombre en su boca al menos una vez». En la película The Next Best Thing de 2001, da vida a una mujer heterosexual que tiene un hijo con un hombre gay. En 2013, filmó un cortometraje llamado secretprojectrevolution sobre la expresión artística y los derechos humanos.

### Presentaciones y discursos

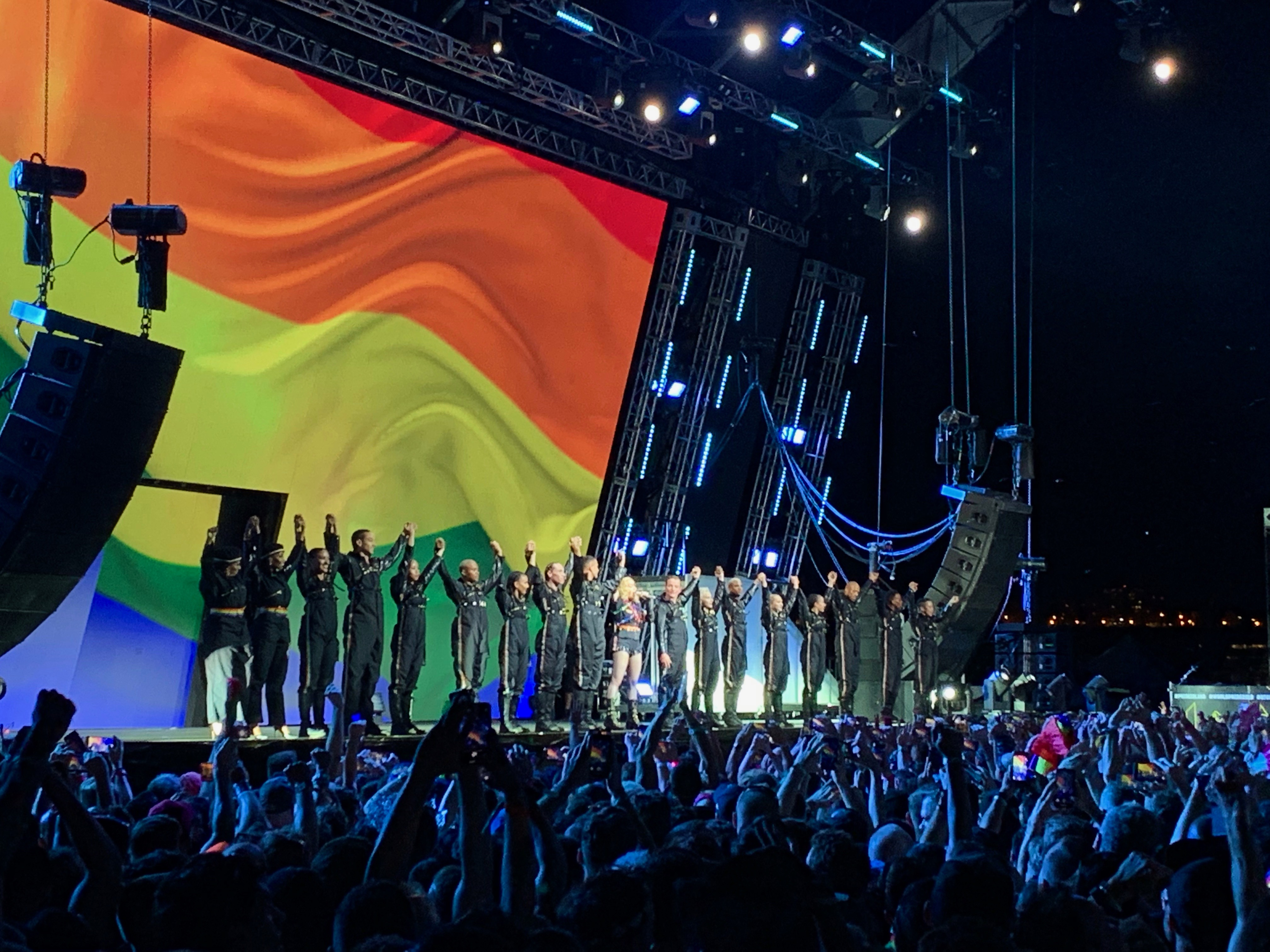
La presentación de Madonna durante el WorldPride, celebrada en Nueva York en junio de 2019.

En 1990, ofreció una entrevista a The Advocate, donde criticó la homofobia en la industria musical y habló sobre la homosexualidad de su hermano Christopher Ciccone. En 1991, en Good Morning America la artista volvió a hablar sobre la homofobia a la vez que lo consideraba uno de los grandes problemas en los Estados Unidos. El mismo año ofreció otra entrevista a The Advocate donde dijo sobre la homosexualidad: «Lo desechan en muchos diferentes niveles. Algunas personas lo verán y se disgustarán con ello, pero tal vez despertará su inconsciente. Si la gente sigue viéndolo, viéndolo y viéndolo, eventualmente no va ser una cosa tan extraña». En una oportunidad dijo que las mujeres están perdidas sin los «maricones» y mostró apoyo al grupo ACT UP. También dijo en una ocasión: «Los hombres afeminados me atraen más que cualquier cosa en el mundo, porque los veo como si fueran mis álter egos».
Durante el Sticky & Sweet Tour en la etapa del 2009, se presentó en Rumanía y habló en favor de la comunidad gitana y la desigualdad de derechos de los homosexuales. En junio de 2010, criticaba en un comunicado a través de su fundación Raising Malawi, la decisión de encarcelar a dos hombres en Malaui, ya que celebraron su unión matrimonial. En apenas horas, el sitio registró más de 5000 firmas a favor. La declaración incluía el siguiente extracto:

Como cuestión de principios, creo en la igualdad de derechos para todas las personas, sin importar su género, raza, color, religión u orientación sexual. Esta semana, Malaui ha dado un gigantesco paso atrás. Hago un llamado a los hombres y mujeres progresistas de Malaui y en todo el mundo para impugnar esta decisión en nombre de la dignidad humana y la igualdad de derechos para todos.

Ese mismo año, en 2010, hizo una aparición especial en el programa The Ellen DeGeneres Show para hablar sobre el acoso a niños y adolescentes, incluyendo la intimidación de los homosexuales y suicidios recientes relacionados. En su conversación con Ellen, reiteró cómo se acercó a la comunidad gay cuando era una adolescente, diciendo que se sentía diferente en la escuela secundaria y encontró aceptación y simpatía entre amigos gais, en particular su instructor de baile. También dijo «[...] de hecho, yo no tendría una carrera si no fuera por la comunidad gay». En junio de 2011, instó a sus seguidores a apoyar el matrimonio entre personas del mismo sexo en Nueva York, publicando el siguiente mensaje en su página web: «Las voces de los neoyorquinos deben ser escuchadas. Dile a tus congresistas estatales que apoyen la ley del matrimonio homosexual. Todo lo que necesitas es amor».
En agosto de 2012, como parte del MDNA Tour, se presentó en la ciudad rusa de San Petersburgo donde apoyó a la comunidad gay, que era afectada por la ley rusa contra la propaganda homosexual. Se pronunció ante 25 000 personas y dijo: «Queremos luchar por el derecho a ser libres. Viajo mucho por el mundo y he visto que las personas son cada vez más intolerantes [...] pero podemos cambiarlo..» Durante el concierto, la cantante hizo que se repartieran pulseras rojas y rosadas como un gesto de solidaridad a los homosexuales aislados en Rusia a la vez que pidió a la audiencia alzar las manos con las pulseras. Mientras el público ondeaba la bandera homosexual, pronunciaba: «Estoy aquí para decir a la comunidad homosexual y a la gente gay, que aquí y en todo el mundo tienen los mismos derechos —a ser tratados con dignidad, con respeto, con tolerancia, con compasión y con amor—». Fue multada por valor de un millón de dólares por hacer «propaganda de la homosexualidad» a raíz de este concierto, multa que nunca llegó a abonar.

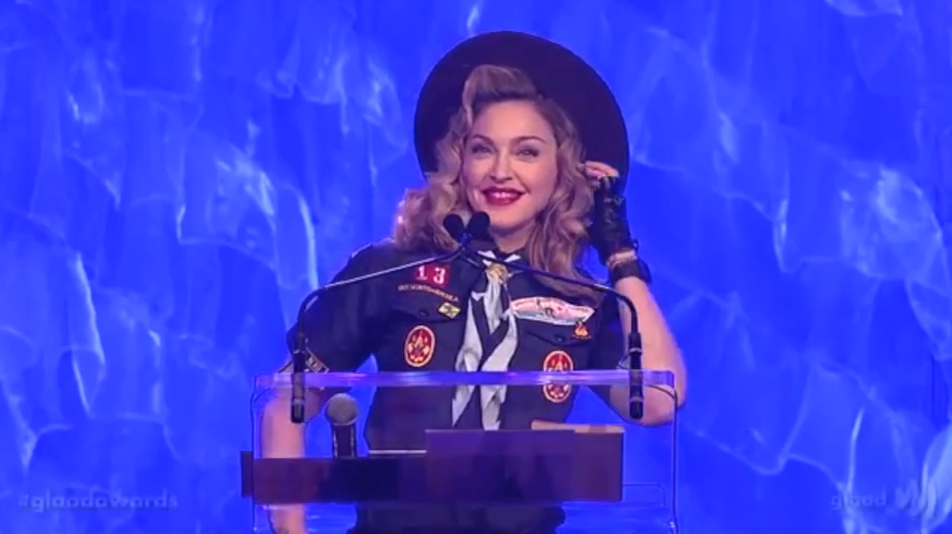
Madonna durante los premios GLAAD Media del 2013.

En 2013, Madonna respondió preguntas en Reddit a los usuarios; uno de ellas fue ¿Si fueras un hombre gay, serías un top o un pasivo?, la respuesta de la artista, muy breve fue: «Soy un hombre gay». Ese mismo año, en marzo entregó el premio Vito Russo al periodista abiertamente gay, Anderson Cooper en la vigésima cuarta entrega de los GLAAD Media Awards. Vestida como un boy scout, la artista pidió a esta organización que las reglas cambien para abrirse hacia mujeres y homosexuales. Ofreció un discurso en el que afirmó:

La intolerancia, la homofobia, los crímenes de odio, la intimidación y cualquier forma de discriminación siempre parece ser una manifestación del miedo a lo desconocido. Si solo nos tomáramos el tiempo para llegar a conocernos unos a otros, haciendo nuestra propia investigación, mirando debajo de la superficie de las cosas, encontraríamos que no somos tan diferentes.

En 2014, cantó «Open Your Heart» en los premios Grammy acompañada en el escenario por Macklemore & Ryan Lewis mientras Queen Latifah oficiaba la unión de 34 parejas homosexuales. En 2015, publicó en sus redes sociales la fotografía de dos hombres besándose para coincidir con el Día Internacional contra la Homofobia. En 2016, repudió la masacre de la discoteca Pulse de Orlando, un bar gay. En 2017, compartió una imagen en sus redes para conmemorar el Día Mundial de la Lucha contra el Sida. En 2018, tras los comentarios de Domenico Dolce y Stefano Gabbana en los que criticaban la adopción homoparental y llamaban «sintéticos» a los niños concebidos mediante tratamientos de fertilidad, la artista publicó un mensaje en Instagram donde decía: «Todos los bebés tienen alma vengan de donde vengan a este mundo [...]  Dios tiene su mano en todo, incluso en la tecnología[...]».
En 2019, dio un concierto sorpresa en el Stonewall Inn para celebrar el 50 aniversario de los disturbios de Stonewall. Cantó «Like a Prayer» y «Can't Help Falling in Love» (1961) de Elvis Presley. También dio un discurso donde mencionó: «He tenido el privilegio de usar mi arte como vehículo para el cambio. Para provocar, inspirar, despertar a la gente y traer a la comunidad LGBTQ conmigo». En mayo de ese mismo año, realizó el cierre del WorldPride celebrado en Nueva York donde dio un discurso y agradeció a la audiencia gay por apoyar su carrera.

## Reseñas

### Contexto
La figura de Madonna y su relación con la cultura LGBT ha dado lugar a diversidad de análisis e interpretaciones dentro de la comunidad de académicos y periodistas como se explica en Madonna's Drowned Worlds (2004). La justificación de Kiana Maria, autora del libro Madonna: Gay Icon (2016) es que «el conocimiento de sus contribuciones es fascinante e importante tanto para los fanáticos como para cualquier persona interesada en la historia gay». El profesor Michael Real de la Universidad Royal Roads sugiere que los estudiosos sobre Madonna encuentran referencias densamente codificadas con un rico significado para los gais y lesbianas en sus textos. Un ejemplo de esto, lo podemos ver con la Universidad de Oviedo donde se impartió un bloque temático llamado «Te quiero-te odio: la relación del público homosexual con Madonna» en el aula de extensión dedicada exclusivamente para la artista en 2015. Esos mismos autores que impartieron los cursos, más tarde publicarían el libro Bitch She's Madonna (2018) donde le dedicaron un capítulo exclusivamente a la relación e importancia de su figura en la cultura homosexual.
De manera general, la académica Robertson escribió que los críticos argumentan que muchos hombres homosexuales y lesbianas se identifican con el poder y la independencia de la cantante. Desde el sentido estricto de la palabra definida como «icono gay», Matt Cain dijo que antes de Madonna, parecía que todos los iconos gay habían sido figuras trágicas. Si bien ella tuvo una tragedia tan grande como la pérdida de su madre cuando tenía 5 años de edad, nunca se le vio una pizca de fragilidad dijo el autor de referencia. Seguido del tema, Michael Musto mencionó que con la cantante, no se trata de la vieja y divisiva historia de Judy Garland, sino que ella es una diva diferente, donde tanto hombres gais, como lesbianas y mujeres heterosexuales pueden sentirse igual de complacidos con la artista e identificarse con ella como una figura de deseo y poder.

### Interpretaciones

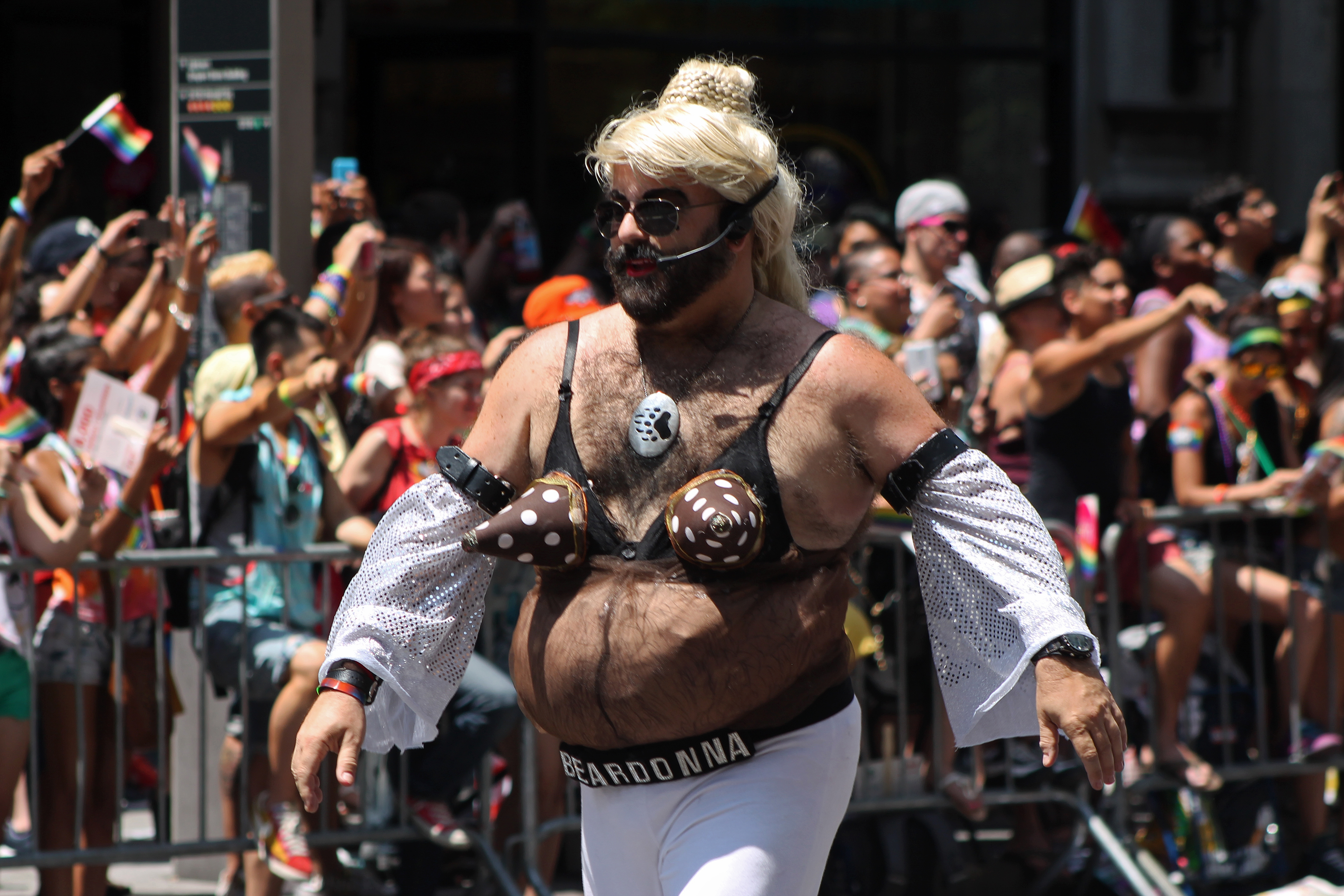
Un hombre identificado como «Beardonna» (juego de palabras de la subcultura y del nombre de la artista).

Freya Jarman-Ivens de la Universidad de Liverpool notó que los estudiosos académicos sobre la relación de la cantante con las (sub-)culturas homosexuales han tenido que limitar la palabra «gay» a «hombres homosexuales» en lugar de una definición que incluya a las lesbianas, o anexar las (sub-)culturas lésbica a la masculina. Compartió su punto de vista, pues ciertamente hay mucho que discutir sobre ese tema, dijo, ya que su apropiación de la iconografía gay masculina está presente en todos los niveles de su trabajo: letras de canciones, presentaciones, imágenes en videos, apoyo público, relaciones personales y de la vida real. Henderson notó que al definir la recepción lésbica de Madonna como un icono cultural, se trata más bien de los debates que comúnmente se conocen como la guerra de los sexos, con batallas discursivas sobre las implicaciones políticas de la pornografía y varias prácticas sexuales, especialmente el sadomasoquismo.
Freya junto a Santiago Fouz-Hernández también propusieron que el énfasis de la artista como un icono para los hombres homosexuales no debería restar valor a sus seguidoras lesbianas. De hecho, Musto expresó que la cantante es gran «niveladora», siendo la primera superestrella en apelar por igual a ambos campos (homosexuales y lesbianas). Es más, los autores de Bith She's Madonna dijeron que una clave fundamental para entender su relevancia en el colectivo, es su uso del discurso feminista a lo largo de su carrera, ya que los derechos LGBT están muy ligados con el feminismo y su producción artística está plagada de mensajes que empoderan tanto a las mujeres y a las lesbianas, generando así admiración y empatía en el público gay.
Un punto frecuentado por los comentaristas, es que si bien Madonna es identificada como una heteroaliado dentro de la comunidad hay quienes han notado sus insinuaciones lésbicas y bisexuales, más que todo, muy ambiguas. Samantha Thrift de la Universidad Simon Fraser explica que a lo largo de su carrera el debate perseveró, especialmente cuando la vida parecía imitar el arte. Pau Pitarch en el libro Pasen y vean: estudios culturales (2008) sugiere que en 1988 comienzan sus primeras alusiones a su supuesta homosexualidad. Con Sandra Bernhard realiza en público lo que ella denomina una serie de actuaciones que aluden a una relación. Aunque bien, para Thrift la cantante mantiene una distancia ambigua de la «realidad» de sus apropiaciones lésbicas
Por su parte, los autores de Queer Style (2013) mencionaron que la popularidad de la artista como un icono lesbiano fue respaldada por su obsesión con lo drag y camp. Además, tanto para el teórico social Michael Warner y el historiador de arte, Douglas Crimp, la intérprete puede ser tan queer como quiere, pero solo porque sabemos que no lo es.
Las autoras Diane Hamer y Belinda Budge interpretaron que la imagen lésbica de la artista pretende estimular a la audiencia heteroseuxal pero, al abordar conscientemente a las mujeres como agentes sexuales. La ensayista Eloy Fernández Porta expresó que ella «es un icono hetero poco convencional, y si a algunos gais les interesa es porque existe una cierta sensibilidad gay que empatiza con las formas de heterosexualidad no heteronormativa». La editora June Fernández dijo «que mujeres potentes como Madonna sean consideradas más icono gay que lesbiano, me da qué pensar. En el caso de la artista, la ambigüedad sexual es mejor que la heterosexualidad sin fisuras».
Por otro lado, en comentarios más variados, el académico Georges-Claude Guilbert mencionó que como icono gay, la cantante no solo se ha inspirado en iconos glamorosos como Garland, también lo ha hecho con iconos gais que encajan en una cultura «más intelectual», con pintores y cineastas como Andy Warhol y Luchino Visconti. Aparte, Darren Scott de The Independent explica que ella nunca se ha proclamado como un icono gay. Simplemente lo es, ella lo sabe, pero podría decirse que no juega con eso.

### El lesbianismo con Madonna

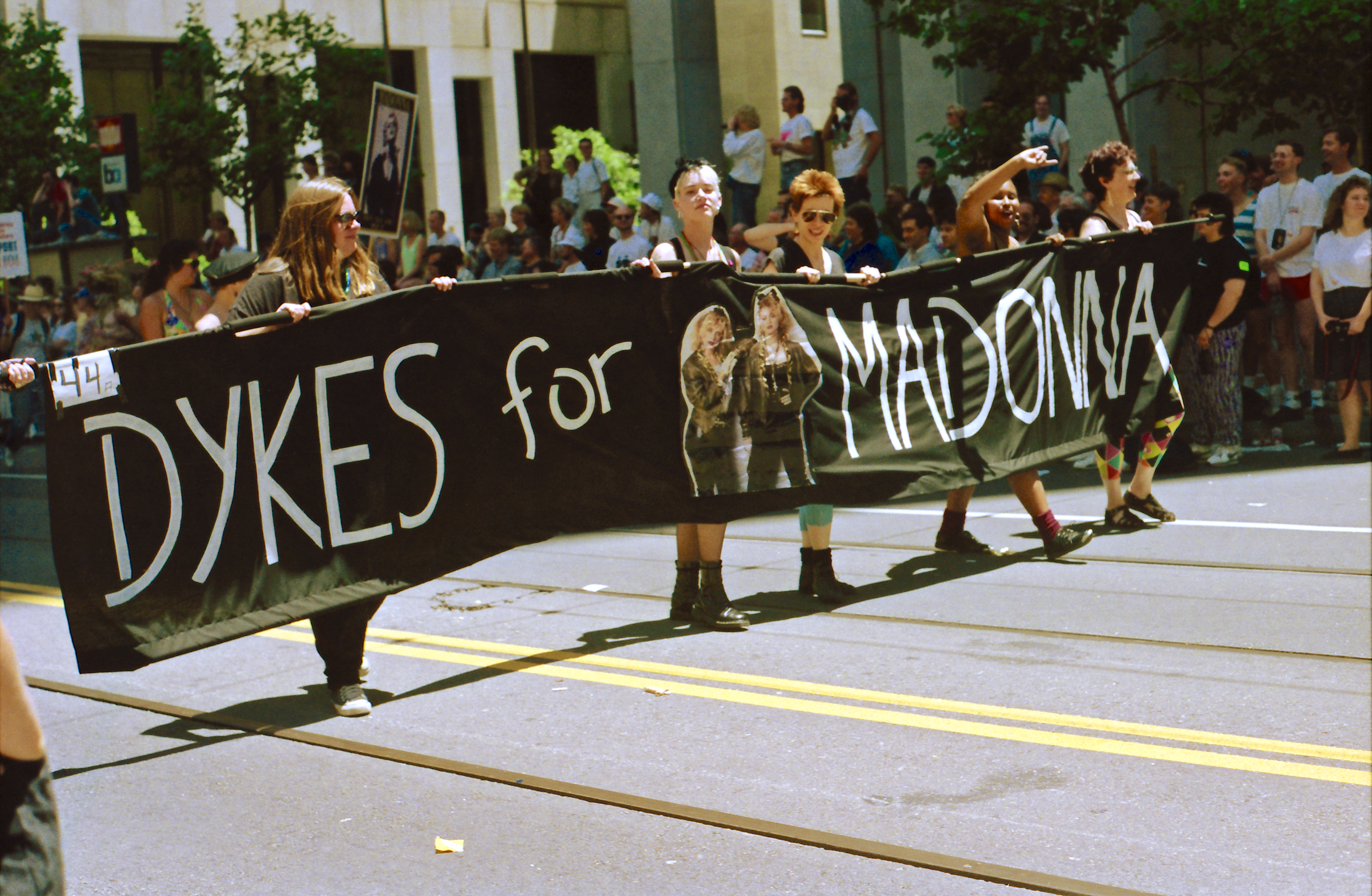
Un grupo de mujeres identificadas como lesbianas («Dykes») marchando en la Marcha del orgullo LGBT de San Francisco de 1991 utilizando pancartas y vestimentas de Madonna.

## Fandomgay: Su relación con la audiencia homosexual

### Recepción y legado
El público homosexual ha sido una parte muy parte en su trayectoria y vida, y Madonna también ha sido una figura clave para el colectivo. Se estima que su carrera cuenta con la audiencia gay más grande del mundo.
El caso de la cantante y el fandom gay ha sido un tema de interés para diversidad de autores, dándole una posición casi única entre el resto de celebridades. El comentarista Levine menciona que el vínculo entre los fanáticos del pop que son homosexuales y una estrella femenina «puede ser bastante superficial y muy común hoy día». Considera que «el llamarse así mismo un aliado ya no es difícil ni controvertido». Pero con Madonna, es un poco diferente y más arraigado ya que ese vínculo nunca se ha debilitado. T. Cole Rachel de Pitchfork amplió esto y notó que hoy día, para las estrellas del pop es de vital importancia apoyar y cotejar una base de fanáticos gay, pero en la década de 1980, era muy distinto. En esta época donde toda una generación se estaba perdiendo a causa del sida, ella era visiblemente «la única» (o la más popular) defensora de sus derechos.
Cain también dijo que desde el comienzo de su carrera, los hombres gais han sido sus mayores fanáticos. Esto se debe a que antes no había modelos de conducta gay a los que admirar. En cambio, con ella se sintieron identificados por ser una mujer fuerte definida por su sexualidad, sexualidad que como la de ellos, la ubicaba fuera de lo que se consideraba normal, mencionó. Comentario similar al de Ben Kelly de The Independent, quien también asegura que esos millones de hombres homosexuales encontraron en la artista la madre que nunca tuvieron que los aceptara como son. Seguido de esto, los autores en Madonna's Drowned Worlds escribieron que el arquetípico hombre gay, que tiene muchas ansias por la moda, música y la vida romántica, está bien provisto por la artista. «Es precisamente su fluidez y flexibilidad lo que le permite reservar un lugar especial en la imaginación del colectivo». Para muchos hombres homosexuales, se ha convertido en un icono con conciencia. También observaron que su arte evolutivo es paralelo a la evolución de la cultura gay desde la década de 1980 hasta el presente. Ella pone en primer plano temas con los que los hombres gais pueden relacionarse y, lo hace sin prejuicios, cubriendo todo. Discos como Ray of Light (1998), Music (2000) y algunas de las canciones de American Life (2003) reflejan el cambio sociocultural en sus oyentes homosexuales, según los autores.
Wenceslao Bruciaga en el diario Milenio mencionó que para él, una causa de devoción en los homosexuales hacia la cantante, es debido a su exhibicionismo coreográfico y sexualizado fácil de imitar, aunque también puede que adoren su desbordado capitalismo a modo de inclusión funcional, concluyó. Parecido a este comentario, Alex Hopkins de la revista Time Out notó que la comunidad gay la etiqueta como «su líderesa gloriosa» y dijo que con su falta de inhibición ayudó a inspirar a una generación de hombres y mujeres homosexuales a vivir en sus propios términos. Los autores de la Enciclopedia Gay escribieron que «Madonna siempre va más allá de lo que habíamos soñado, nos regala precisamente aquello que ni siquiera sabíamos que queríamos. La cultura gay para ella no es punto de llegada sino mero material, y en ese "ninguneo imperial" se eleva por sobre el común de las mortales y nos conquista para siempre. Todo lo que hace, en suma, es una lección magistral en uso y abuso» concluyeron. Sebastián Chaves del diario argentino La Nación dijo que desde «Vogue», ningún artista blanco heterosexual ha sido capaz de encantar con tanta naturalidad y aceptación a la escena gay negra a lo largo del mundo.
Por otra parte, Diaz menciona que las cosas que son desagradables para la cultura heteronormativa sobre la cantante solo fortalecen su relación con los fanáticos queer. Madonna no solo cambió la cultura popular con su arte, sino que cambió las vidas de millones de jóvenes fanáticos LGBTQ, sentenció. Claudio de Prado de la revista Vanity Fair sugiere que a veces parece que cualquier artista puede convertirse en una «diva gay» tras entregar de vez en cuando un éxito discotequero a su público y cambiarse de ropa muchas veces en los escenarios. Mientras otras estrellas importantes del pop se aprovechan de la comunidad que luego no la defienden cuando es atacada desde diferentes ámbitos sociales y políticos, Madonna demuestra un compromiso real con los derechos de la comunidad. Wenceslao Bruciaga de Noisey reflexionó:

«Puede ser que Madonna sea la última adquisición decente de la comunidad lésbico-gay en el último par de décadas en cuanto a ídolos pop se refiere. Después de ella, aquellas figuras asociadas con la identidad del arcoíris son de una simplicidad insultante, cantantes pop prefabricados con un cinismo vulgar, más endeudados hacia la industria del marketing que con la diversidad sexual a la que supuestamente se sienten agradecidos. El catálogo deprime, empezando por Lady Gaga y su travestismo barroco, falso e innecesario, Katy Perry, Ricky Martin y sus fantasías de ama de casa con carreolas de miles de dólares (¿Acaso podía ser de otra manera? Puerto Rico no deja de ser Latinoamérica con sus respectivas mamás con mandiles de cuadritos), Miley Cyrus y hasta un vomitivo Justin Bieber. En México las cosas se vuelven aún más denigrantes, con Christian Chávez ser amanerado nunca fue tan corriente e ignaro».

### Referencias en la cultura popular

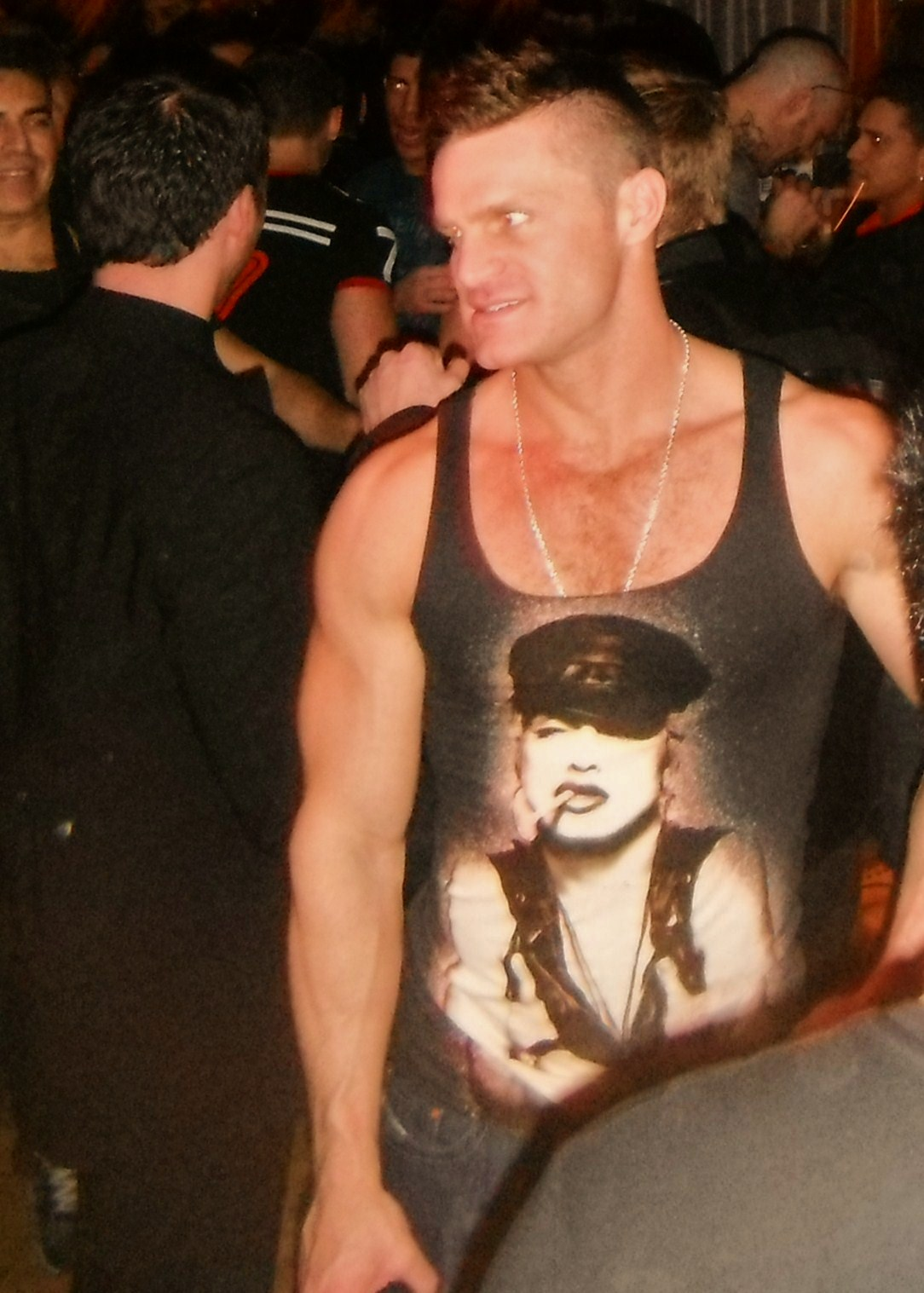
El actor pornográfico gay Landon Conrad portando una camiseta con una imagen de Madonna
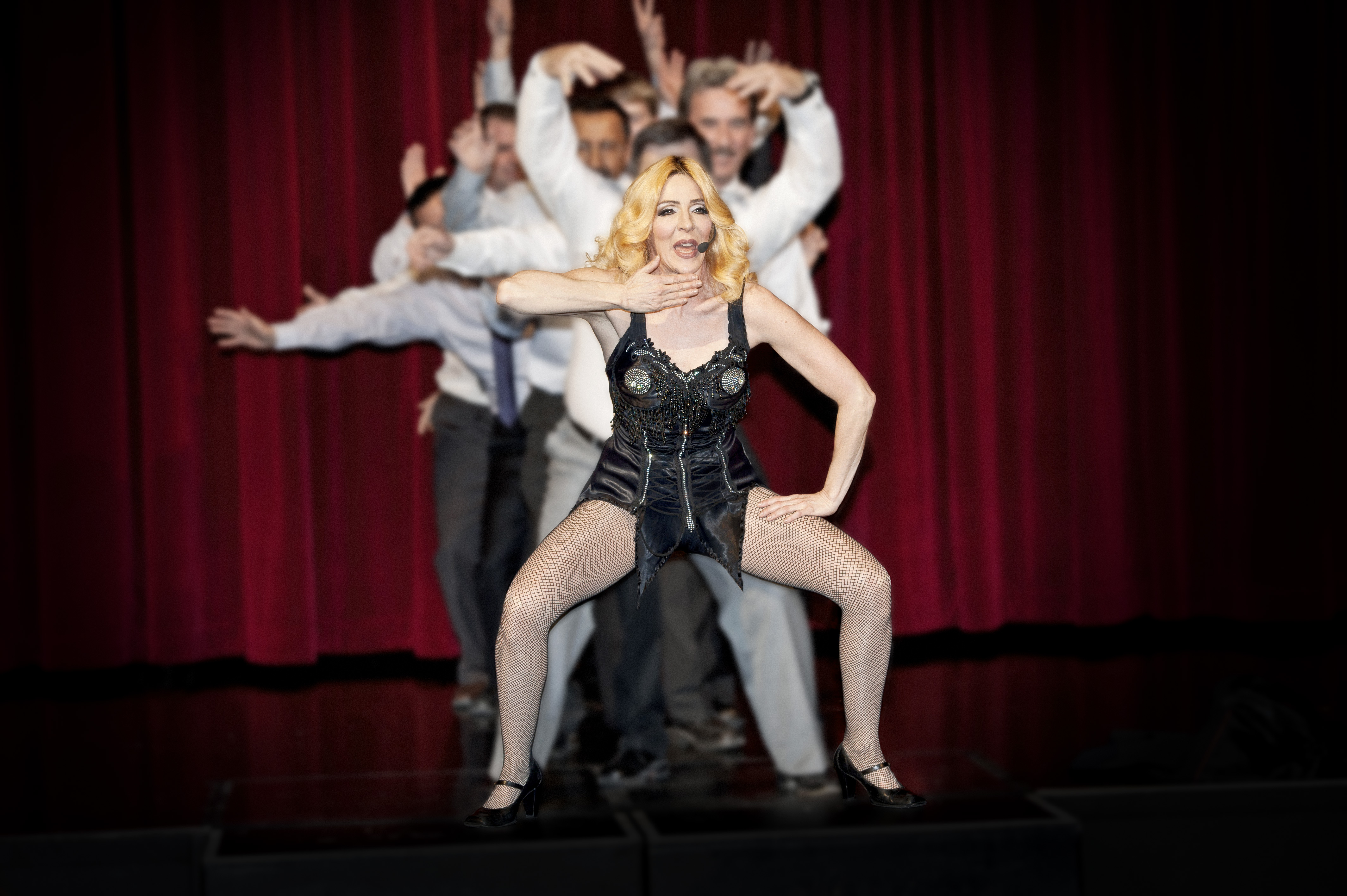
Imitador de Madonna realizando el voguing
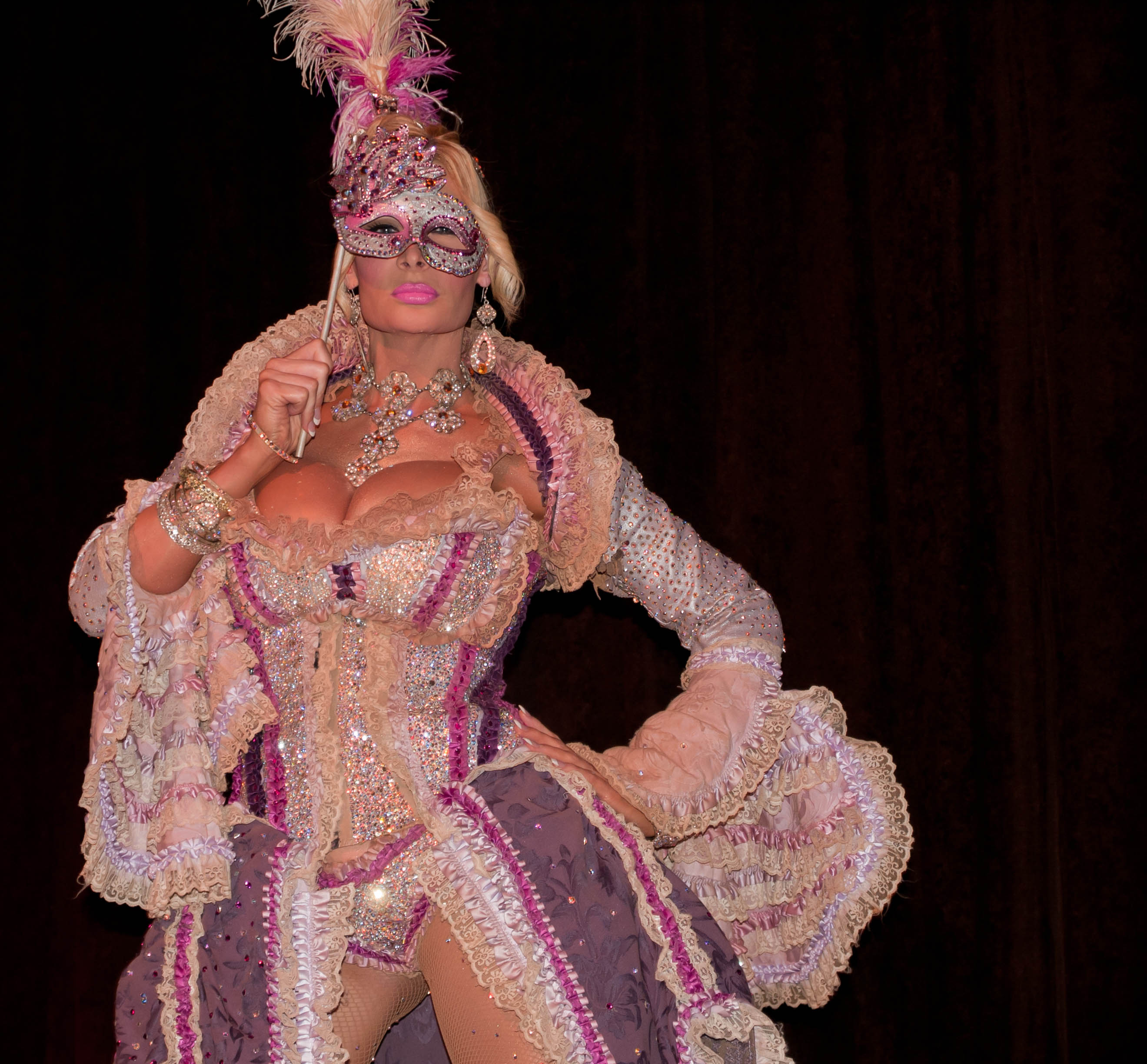
Imitador de la artista
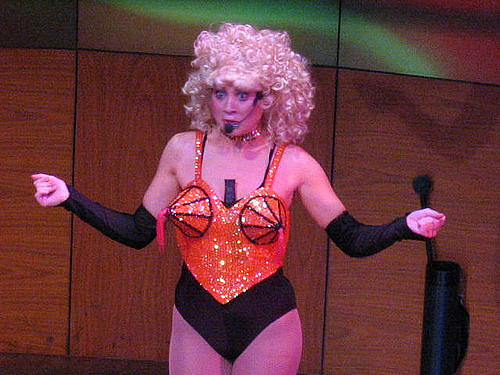
Otro imitador de la artista

## Críticas y controversias

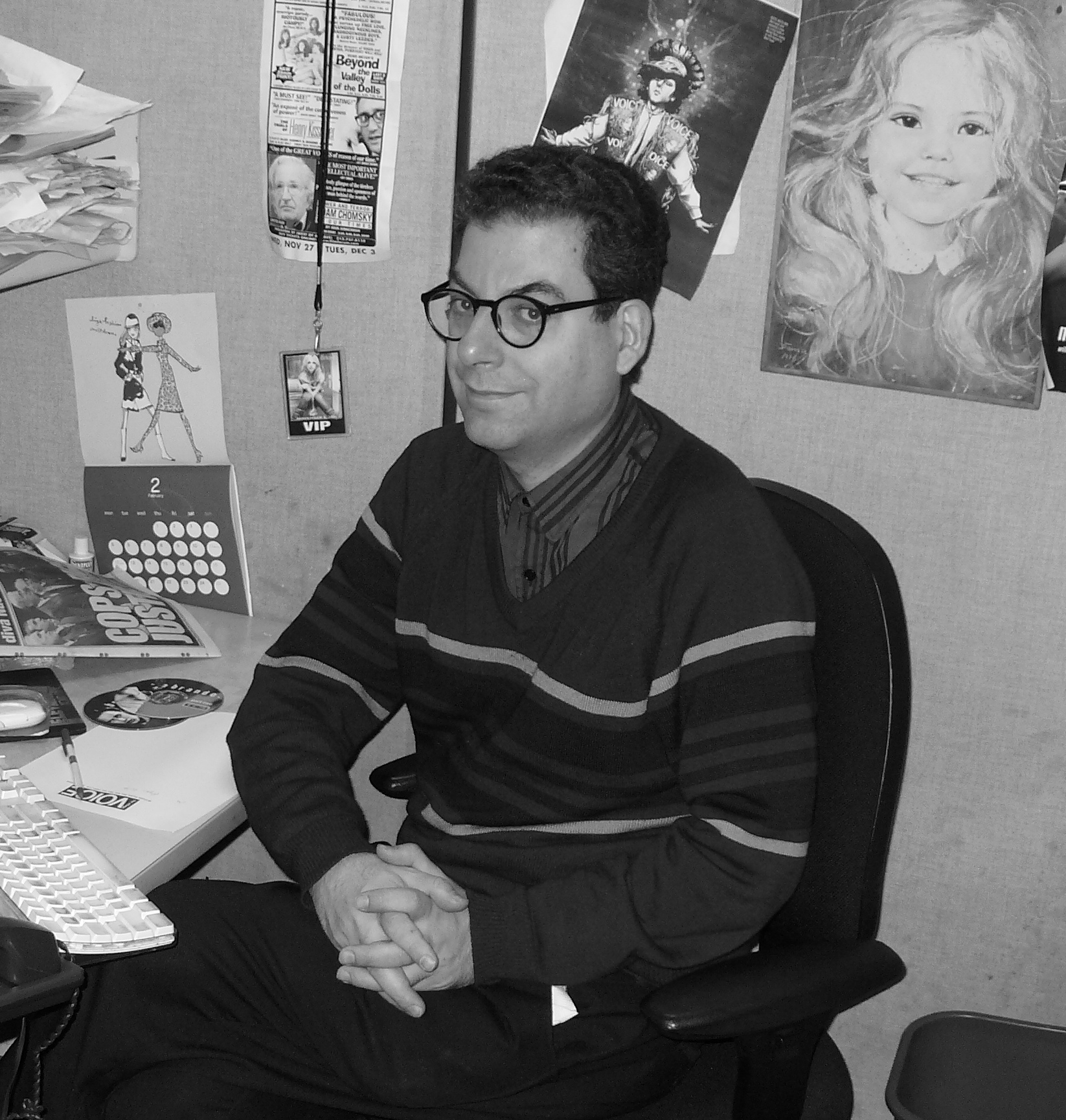
El periodista Michael Musto acusó a Madonna de apropiarse de la cultura homosexual con el objeto de lucrarse.